# Veligostí
Veligostí (grec moderne : Βελιγοστή) est une localité située dans le dème de Mégalopolis, dans le district régional d'Arcadie, dans la périphérie du Péloponnèse, en Grèce.
Selon le recensement de 2021, elle compte 60 habitants.